# Nico Claesen
Nicolaas Claesen, dit Nico Claesen, né le 1er octobre 1962 à Leut en Belgique, est un ancien footballeur international belge qui évoluait au poste d'attaquant. 
Claesen compte 36 sélections et 12 buts en équipe de Belgique.

Sélectionné pour la coupe du monde 86 au Mexique alors qu'il joue au Standard de Liège (16), il inscrit 3 buts au cours de la compétition que les Diables rouges terminent à la quatrième place.
Il commence sa carrière au FC Seraing puis passe au Standard de Liège. Claesen a joué à Tottenham, Royal Antwerp FC, Stuttgart, KV Ostende et Germinal Ekeren. Il faisait partie de l'équipe de l'Antwerp lorsque celle-ci a remporté son match historique en 1989 conte le Vitosha Sofia en Coupe de l'UEFA (et a d'ailleurs marqué deux fois). Après le 0-0 du match aller, les Anversois, menés 1-3 sur leur terrain à la quatre-vingt-neuvième minute de jeu, sont parvenus à marquer trois fois pendant le temps additionnel, pour arracher leur qualification pour le tour suivant. Un exploit unique au niveau international.

## Palmarès
- Vainqueur de la Coupe de Belgique en 1992 avec le Royal Antwerp FC